# Phytomyza meridialis
Phytomyza meridialis este o specie de muște din genul Phytomyza, familia Agromyzidae, descrisă de Spencer în anul 1982. Conform Catalogue of Life specia Phytomyza meridialis nu are subspecii cunoscute.